# Geomorfologické členění Polska

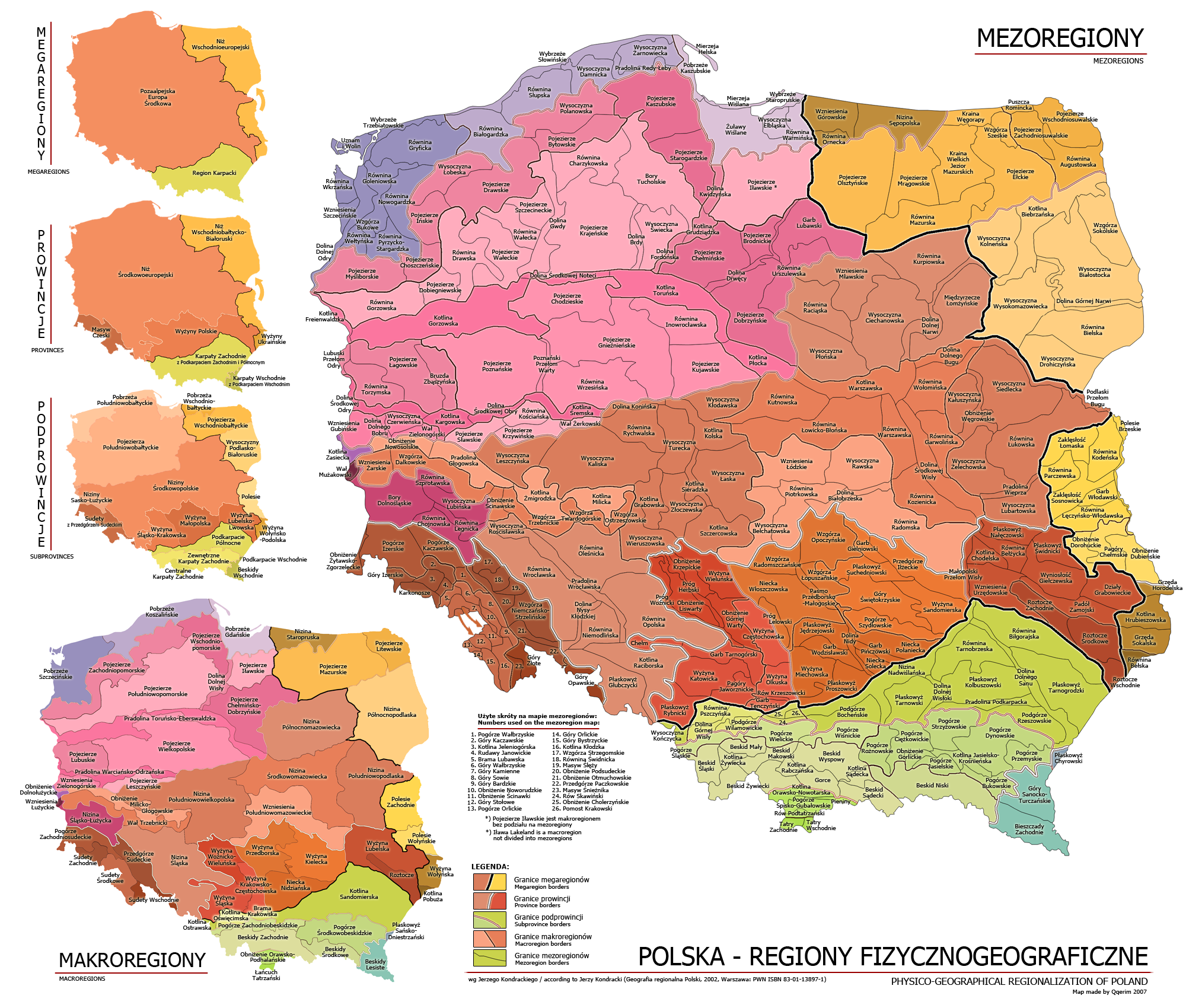
Mapa fyzickogeografických regionů v Polsku (od megaregionů po mezoregiony), zvýrazňující hierarchii

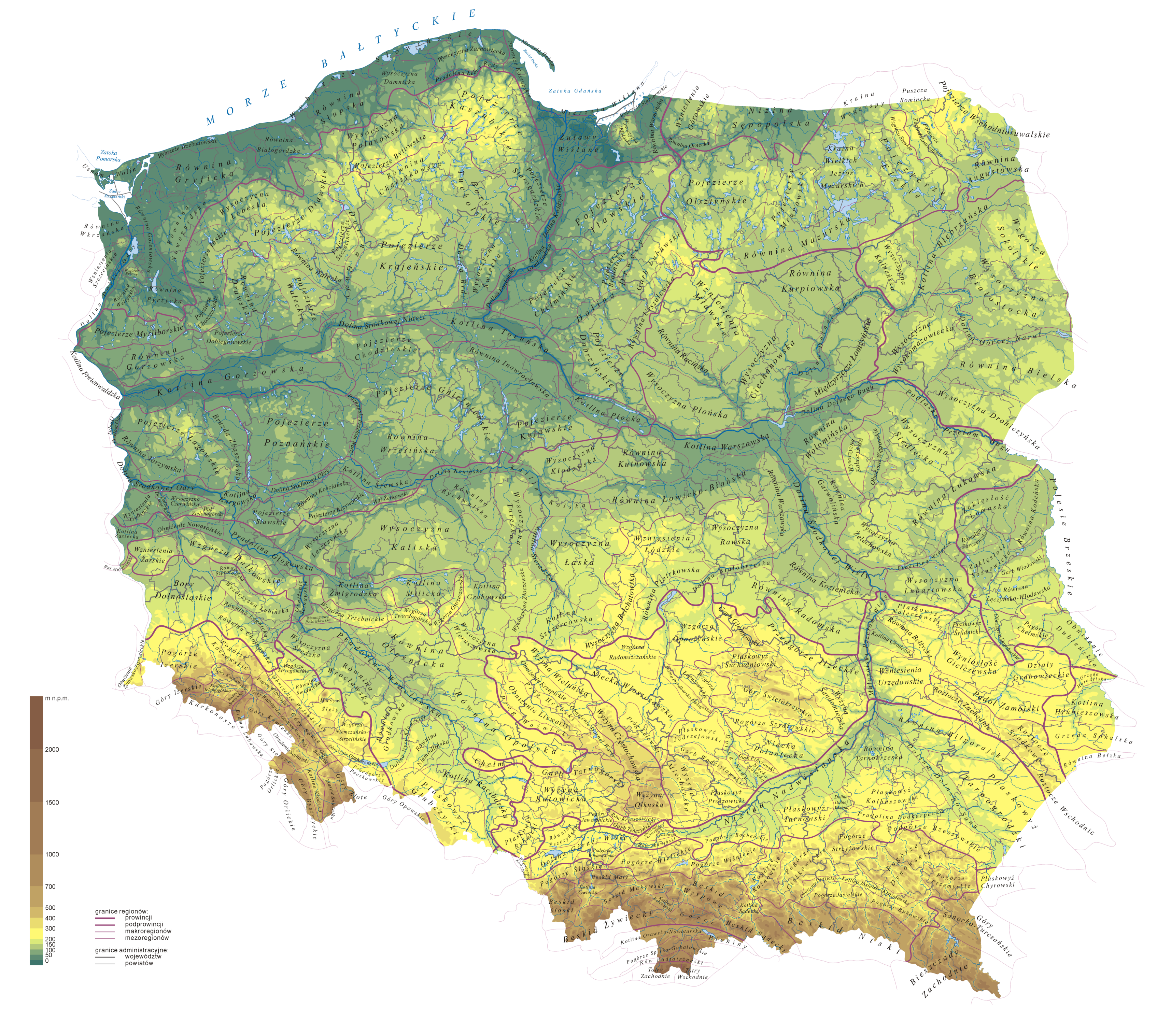
Mapa fyzickogeografických mezoregionů v Polsku srovnávající utváření terénu se správním členěním

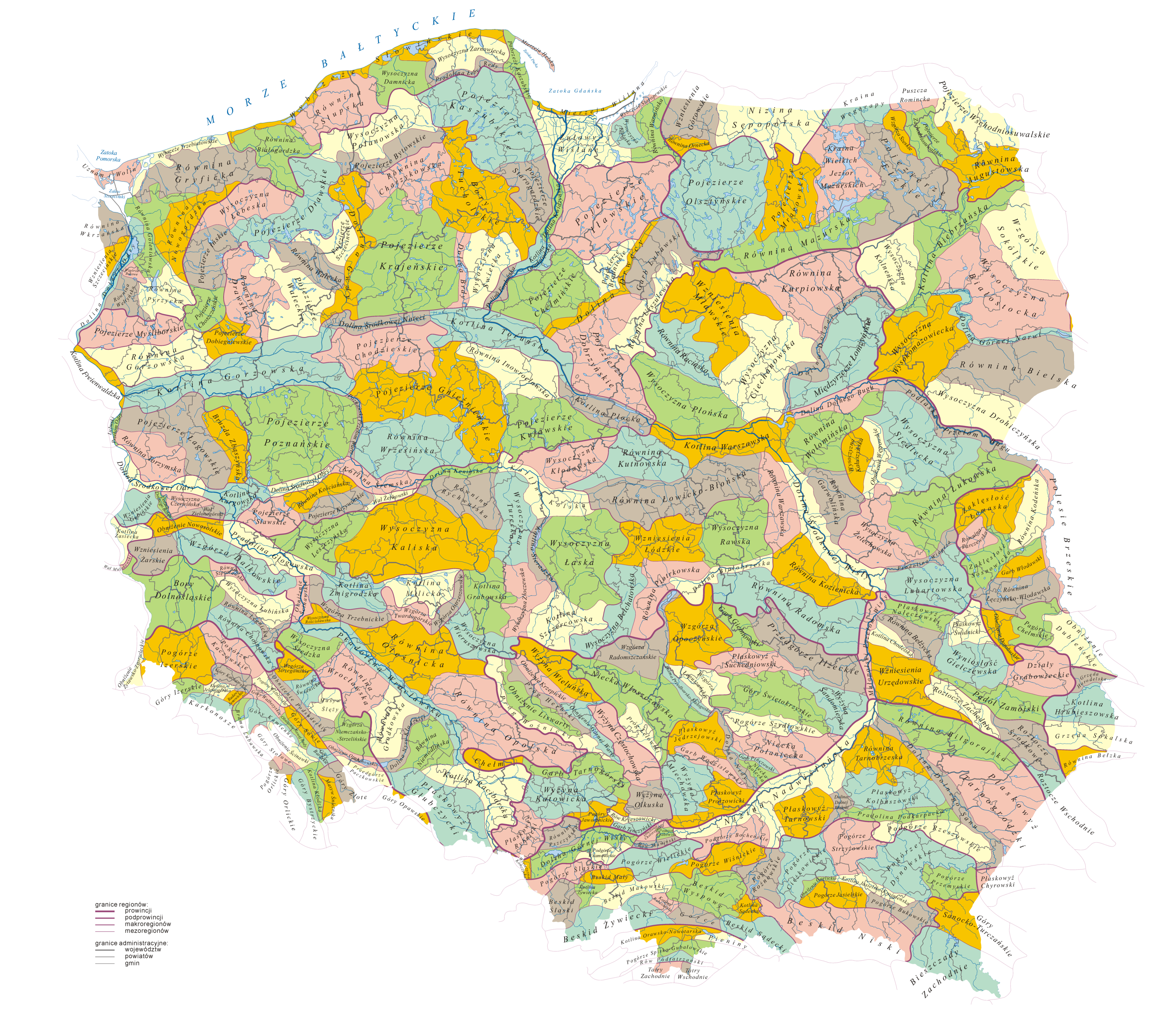
Mapa fyzickogeografických mezoregionů v Polsku na podkladě správního členění

První pohled na geomorfologické členění Polska se objevil v díle Jana Długosze. Výrazné oživení v této oblasti nastalo na přelomu 19. a 20. století. Objevily se publikace řady geografů, mj. Stanisława Staszice, Wincenty Pola, Antoniho Rehmana, Wacława Nałkowského, Stanisława Lencevicze nebo Ludomira Sawického. Každý z nich měl vlastní koncepci členění Polska na fyzickogeografické oblasti.
Změna státních hranic Polska po druhé světové válce přinesla nové otázky a problémy spojené s fyzickogeografickým členěním. Tento problém byl vznesen v roce 1946 na 1. Celopolském geografickém sjezdu.
Nejvíce se o řešení této problematiky zasloužil Jerzy Kondracki. Počátky jeho práce sahají do roku 1955, kdy publikoval v Przeglądu Geograficznem článek Problematyka fizycznogeograficznej regionalizacji Polski. Kondrackého práce je postavená na desetinném číslování fyzickogeografických oblastí světa, navrženém v roce 1964 na Mezinárodním geografickém kongresu v Londýně. Návrh byl upraven o dva roky později na mezinárodním sympóziu zorganizovaném Polským Towarzystwem Geograficznym a Katedrou fyzické geografie Varšavské univerzity. V roce 1987, po doplnění a opravách byly názvy regionů standardizovány Komisí pro sjednocení místních názvů a obecně zeměpisných objektů při Úřadě rady ministrů a následně byly oficiálně publikovány jako Nazwy Geograficzne Rzeczypospolitej Polskiej (1991).
K malým úpravám geomorfologického členění došlo o několik let později na mapě Regiony fizycznogeograficzne autorů Jerzyho Kondrackého a Andrzeje Richlinga, publikované v Atlasu Rzeczypospolitej Polskiej (1993-1997, Warszawa: Główny Geodeta Kraju).
Členění podle Kondrackého je čistě vědecké a v některých případech se odchyluje od všeobecně přijímaných regionů (chybí např. Mazowiecké nížiny, Velkopolské nížiny nebo Suwalské pojezeří). Proto chtěl Jerzy Kondracki vypracovat také verzi svého členění pro obyčejné lidi a především vhodnou pro školy. Náhlá smrt mu však nedovolila tento záměr realizovat.
Kondrackého členění je jediným komplexním členěním Polska, které je přijímáno širší obcí polských geografů. Na rozdíl od geomorfologického členění používaného v některých jiných zemích je sice dobře definován i jeho přesah do dalších oblastí Evropy, nicméně je dobré mít na paměti, že výsadní postavení má pouze uvnitř polských hranic a členění sousedních států na něj může, ale nemusí dobře navazovat. Např. Kondrackého členění Polska dělí Bieszczady na Západní a Východní, zatímco podle ukrajinského členění se Bieszczady dělí na Západní, Střední a Východní.
Níže uvedené členění vychází z práce Jerzyho Kondrackého a úprav Andrzeje Richlinga. Zahrnuje geomorfologické jednotky těchto úrovní:
- Provincie (první dvě číslice)
- Subprovincie (první tři číslice)
- Makroregion (první číslice za tečkou; přibližně odpovídá geomorfologické oblasti v českém členění)
- Mezoregion (dvě číslice za tečkou; přibližně odpovídá geomorfologickému celku v českém členění)

## 31Nizina Środkowoeuropejska(Středoevropská nížina)
313 Pobrzeża Południowobałtyckie (Jihobaltské pobřeží, Jihobaltické pobřeží)
313.2-3 Pobrzeże Szczecińskie (Štětínské pobřeží)
313.21 Uznam i Wolin (Uznam a Wolin)
313.22 Wybrzeże Trzebiatowskie
313.23 Równina Wkrzańska (Równina Policka)
313.24 Dolina Dolnej Odry (Dolina Dolní Odry, Dolní Poodří)
313.25 Równina Goleniowska
313.26 Wzniesienia Szczecińskie (Štětínské výšiny)
313.27 Wzgórza Bukowe
313.28 Równina Wełtyńska
313.31 Równina Pyrzycko-Stargardzka
313.32 Równina Nowogardzka
313.33 Równina Gryficka
313.4 Pobrzeże Koszalińskie (Koszalinské pobřeží)
313.41 Wybrzeże Słowińskie
313.42 Równina Białogardzka
313.43 Równina Słupska
313.44 Wysoczyzna Damnicka
313.45 Wysoczyzna Żarnowiecka
313.46 Pradolina Redy-Łeby
313.5 Pobrzeże Gdańskie (Gdaňské pobřeží)
313.51 Pobrzeże Kaszubskie (Kašubské pobřeží)
313.52 Mierzeja Helska
313.53 Mierzeja Wiślana
313.54 Żuławy Wiślane
313.55 Wysoczyzna Elbląska
313.56 Równina Warmińska
313.57 Wybrzeże Staropruskie
314-316 Pojezierza Południowobałtyckie (Jihobaltské pojezeří)
314.4 Pojezierze Zachodniopomorskie (Západopomořanské pojezeří)
314.41 Pojezierze Myśliborskie
314.42 Pojezierze Choszczeńskie
314.43 Pojezierze Ińskie
314.44 Wysoczyzna Łobeska
314.45 Pojezierze Drawskie
314.46 Wysoczyzna Polanowska
314.47 Pojezierze Bytowskie
314.5 Pojezierze Wschodniopomorskie (Východopomořanské pojezeří)
314.51 Pojezierze Kaszubskie
314.52 Pojezierze Starogardzkie
314.6-7 Pojezierze Południowopomorskie (Jihopomořanské pojezeří)
314.61 Równina Gorzowska
314.62 Pojezierze Dobiegniewskie
314.63 Równina Drawska
314.64 Pojezierze Wałeckie
314.65 Równina Wałecka
314.66 Pojezierze Szczecineckie
314.67 Równina Charzykowska
314.68 Dolina Gwdy
314.69 Pojezierze Krajeńskie
314.71 Bory Tucholskie
314.72 Dolina Brdy
314.73 Wysoczyzna Świecka
314.8 Dolina Dolnej Wisły (Dolní Povislí)
314.81 Dolina Kwidzyńska
314.82 Kotlina Grudziądzka
314.83 Dolina Fordońska
314.9 Pojezierze Iławskie (Iławské pojezeří)
315.1 Pojezierze Chełmińsko-Dobrzyńskie
315.11 Pojezierze Chełmińskie
315.12 Pojezierze Brodnickie
315.13 Dolina Drwęcy
315.14 Pojezierze Dobrzyńskie
315.15 Garb Lubawski
315.16 Równina Urszulewska
315.3 Pradolina Toruńsko-Eberswaldzka (Toruňsko-Eberswaldské praúdolí, Pradolina Toruňsko-Eberswaldská)
315.31 Kotlina Freienwaldzka
315.32 Kotlina Gorzowska
315.33 Dolina Środkowej Noteci
315.34 Kotlina Toruńska
315.35 Kotlina Płocka
315.4 Pojezierze Lubuskie (Brandenbursko-Lubuskie)
315.41 Lubuski Przełom Odry
315.42 Pojezierze Łagowskie
315.43 Równina Torzymska
315.44 Bruzda Zbąszyńska (Obniżenie Obrzańskie)
315.5 Pojezierze Wielkopolskie (Velkopolské pojezeří)
315.51 Pojezierze Poznańskie
315.52 Poznański Przełom Warty
315.53 Pojezierze Chodzieskie
315.54 Pojezierze Gnieźnieńskie
315.55 Równina Inowrocławska
315.56 Równina Wrzesińska
315.57 Pojezierze Kujawskie
315.6 Pradolina Warciańsko-Odrzańska
315.61 Dolina Środkowej Odry
315.62 Kotlina Kargowska
315.63 Dolina Środkowej Obry
315.64 Kotlina Śremska
315.7 Wzniesienia Zielonogórskie (Zelenohorské výšiny)
315.71 Wzniesienia Gubińskie
315.72 Dolina Dolnego Bobru
315.73 Wysoczyzna Czerwieńska
315.74 Wał Zielonogórski
315.8 Pojezierze Leszczyńskie
315.81 Pojezierze Sławskie
315.82 Pojezierze Krzywińskie
315.83 Równina Kościańska
315.84 Wał Żerkowski
317 Niziny Sasko-Łużyckie (Sasko-lužické nížiny)
317.2 Obniżenie Dolnołużyckie (Dolnolužická sníženina)
317.23 Kotlina Zasiecka
317.4 Wzniesienia Łużyckie (Lužické výšiny)
317.46 Wał Mużakowski
317.7 Nizina Śląsko-Łużycka (Slezsko-lužická nížina)
317.74 Bory Dolnośląskie
317.75 Równina Szprotawska
317.76 Wysoczyzna Lubińska
317.77 Równina Legnicka
317.78 Równina Chojnowska
318 Niziny Środkowopolskie (Středopolské nížiny)
318.1-2 Nizina Południowowielkopolska (Jihovelkopolská nížina)
318.11 Wysoczyzna Leszczyńska
318.12 Wysoczyzna Kaliska
318.13 Dolina Konińska
318.14 Kotlina Kolska
318.15 Wysoczyzna Kłodawska
318.16 Równina Rychwalska
318.17 Wysoczyzna Turecka
318.18 Kotlina Sieradzka
318.19 Wysoczyzna Łaska
318.21 Kotlina Grabowska
318.22 Wysoczyzna Złoczewska
318.23 Kotlina Szczercowska
318.24 Wysoczyzna Wieruszowska
318.3 Obniżenie Milicko-Głogowskie (Milicko-głogowská sníženina)
318.31 Obniżenie Nowosolskie
318.32 Pradolina Głogowska
318.33 Kotlina Żmigrodzka
318.34 Kotlina Milicka
318.4 Wał Trzebnicki (Třebnický val)
318.41 Wzniesienia Żarskie
318.42 Wzgórza Dalkowskie
318.43 Obniżenie Ścinawskie
318.44 Wzgórza Trzebnickie
318.45 Wzgórza Twardogórskie
318.46 Wzgórza Ostrzeszowskie
318.5 Nizina Śląska (Slezská nížina)
318.51 Wysoczyzna Rościsławska
318.52 Pradolina Wrocławska
318.53 Równina Wrocławska
318.54 Dolina Nysy Kłodzkiej
318.55 Równina Niemodlińska
318.56 Równina Oleśnicka
318.57 Równina Opolska
318.58 Płaskowyż Głubczycki (Opavská pahorkatina)
318.59 Kotlina Raciborska (Ratibořská kotlina)
318.6 Nizina Północnomazowiecka (Severomazowiecká nížina nebo Severomazovská nížina)
318.61 Wysoczyzna Płońska
318.62 Równina Raciąska
318.63 Wzniesienia Mławskie
318.64 Wysoczyzna Ciechanowska
318.65 Równina Kurpiowska
318.66 Dolina Dolnej Narwi
318.67 Międzyrzecze Łomżyńskie
318.7 Nizina Środkowomazowiecka (Středomazowiecká nížina)
318.71 Równina Kutnowska
318.72 Równina Łowicko-Błońska
318.73 Kotlina Warszawska
318.74 Dolina Dolnego Bugu
318.75 Dolina Środkowej Wisły
318.76 Równina Warszawska
318.77 Równina Kozienicka
318.78 Równina Wołomińska
318.79 Równina Garwolińska
318.8 Wzniesienia Południowomazowieckie (Jihomazowiecké výšiny)
318.81 Wysoczyzna Bełchatowska
318.82 Wzniesienia Łódzkie
318.83 Wysoczyzna Rawska
318.84 Równina Piotrkowska
318.85 Dolina Białobrzeska
318.86 Równina Radomska
318.9 Nizina Południowopodlaska (Jihopodlaská nížina)
318.91 Podlaski Przełom Bugu
318.92 Wysoczyzna Kałuszyńska
318.93 Obniżenie Węgrowskie
318.94 Wysoczyzna Siedlecka
318.95 Wysoczyzna Żelechowska
318.96 Równina Łukowska
318.97 Pradolina Wieprza
318.98 Wysoczyzna Lubartowska

## 33Masyw Czeski(Česká vysočina)
332 Sudety z Przedgórzem Sudeckim (Krkonošsko-jesenická subprovincie)
332.1 Przedgórze Sudeckie (Krkonošsko-jesenické podhůří)
332.11 Wzgórza Strzegomskie
332.12 Równina Świdnicka
332.13 Masyw Ślęży
332.14 Wzgórza Niemczańsko-Strzelińskie
332.15 Obniżenie Podsudeckie
332.16 Obniżenie Otmuchowskie
332.17 Przedgórze Paczkowskie (Žulovská pahorkatina a Vidnavská nížina)
332.2 Pogórze Zachodniosudeckie
332.25 Obniżenie Żytawsko-Zgorzeleckie
332.26 Pogórze Izerskie
332.27 Pogórze Kaczawskie
332.28 Pogórze Wałbrzyskie
332.3 Sudety Zachodnie (Krkonošská oblast)
332.34 Góry Izerskie (Jizerské hory)
332.35 Góry Kaczawskie (Kačavské hory)
332.36 Kotlina Jeleniogórska (Jelenohorská kotlina)
332.37 Karkonosze (Krkonoše)
332.38 Rudawy Janowickie (Janovické rudohoří)
332.4-5 Sudety Środkowe (Orlická oblast)
332.41 Brama Lubawska
332.42 Góry Wałbrzyskie
332.43 Góry Kamienne
332.44 Góry Sowie
332.45 Góry Bardzkie
332.46 Obniżenie Noworudzkie
332.47 Obniżenie Ścinawki
332.48 Góry Stołowe
332.51 Pogórze Orlickie
332.52 Góry Orlickie (Orlické hory)
332.53 Góry Bystrzyckie
332.54 Kotlina Kłodzka (Kladská kotlina)
332.6 Sudety Wschodnie (Jesenická oblast)
332.61 Góry Złote (Rychlebské hory)
332.62 Masyw Śnieżnika (Králický Sněžník)
332.63 Góry Opawskie (Zlatohorská vrchovina)

## 34Wyżyny Polskie(Polské vysočiny)
341 Wyżyna Śląsko-Krakowska (Slezsko-krakovská vysočina)
341.1 Wyżyna Śląska (Slezská vysočina)
341.11 Chełm
341.12 Garb Tarnogórski (Tarnogórský hrást/hrb)
341.13 Wyżyna Katowicka
341.14 Pagóry Jaworznickie
341.15 Płaskowyż Rybnicki
341.2 Wyżyna Woźnicko-Wieluńska
341.21 Wyżyna Wieluńska
341.22 Obniżenie Liswarty
341.23 Próg Woźnicki
341.24 Próg Herbski
341.25 Obniżenie Górnej Warty
341.26 Obniżenie Krzepickie
341.3 Wyżyna Krakowsko-Częstochowska (Krakovsko-čenstochovská vysočina, Krakovsko-čenstochovská jura)
341.31 Wyżyna Częstochowska (Čenstochovská jura)
341.32 Wyżyna Olkuska
341.33 Rów Krzeszowicki
341.34 Garb Tenczyński (Tenczyńský hrást/hrb)
342 Wyżyna Małopolska (Malopolská vysočina)
342.1 Wyżyna Przedborska
342.11 Wzgórza Radomszczańskie
342.12 Wzgórza Opoczyńskie
342.13 Próg Lelowski
342.14 Niecka Włoszczowska
342.15 Pasmo Przedborsko-Małogoskie
342.16 Wzgórza Łopuszańskie
342.2 Niecka Nidziańska
342.21 Płaskowyż Jędrzejowski
342.22 Wyżyna Miechowska
342.23 Płaskowyż Proszowicki
342.24 Garb Wodzisławski
342.25 Dolina Nidy
342.26 Niecka Solecka
342.27 Garb Pińczowski
342.28 Niecka Połaniecka
342.3 Wyżyna Kielecka (Kielecká vysočina)
342.31 Płaskowyż Suchedniowski
342.32 Garb Gielniowski
342.33 Przedgórze Iłżeckie
342.34-5 Góry Świętokrzyskie
342.36 Wyżyna Sandomierska
342.37 Pogórze Szydłowskie
343 Wyżyna Lubelsko-Lwowska (Lubelsko-lvovská vysočina)
343.1 Wyżyna Lubelska (Lubelská vysočina)
343.11 Małopolski Przełom Wisły
343.12 Płaskowyż Nałęczowski
343.13 Równina Bełżycka
343.14 Kotlina Chodelska
343.15 Wzniesienia Urzędowskie
343.16 Płaskowyż Świdnicki
343.17 Wyniosłość Giełczewska
343.18 Działy Grabowieckie
343.19 Padół Zamojski
343.2 Roztocze
343.21 Roztocze Zachodnie
343.22 Roztocze Środkowe
343.23 Roztocze Wschodnie

## 51Karpaty ZachodniezPodkarpaciem ZachodnimiPółnocnym
512 Podkarpacie Północne (Severní Vněkarpatské sníženiny)
512.1 Kotlina Ostrawska (Ostravská pánev)
512.11 Wysoczyzna Kończycka
512.2 Kotlina Oświęcimska (Osvětimská pánev)
512.21 Równina Pszczyńska
512.22 Dolina Górnej Wisły
512.23 Podgórze Wilamowickie
512.3 Brama Krakowska (Krakovská brána)
512.31 Rów Skawiński
512.32 Obniżenie Cholerzyńskie
512.33 Pomost Krakowski
512.4-5 Kotlina Sandomierska (Sandoměřská pánev)
512.41 Nizina Nadwiślańska
512.42 Podgórze Bocheńskie
512.43 Płaskowyż Tarnowski
512.44 Dolina Dolnej Wisłoki
512.45 Równina Tarnobrzeska
512.46 Dolina Dolnego Sanu
512.47 Równina Biłgorajska
512.48 Płaskowyż Kolbuszowski
512.49 Płaskowyż Tarnogrodzki
512.51 Pradolina Podkarpacka
512.52 Podgórze Rzeszowskie
513 Zewnętrzne Karpaty Zachodnie (Vnější Západní Karpaty)
513.3 Pogórze Zachodniobeskidzkie (Západobeskydské podhůří)
513.32 Pogórze Śląskie
513.33 Pogórze Wielickie
513.34 Pogórze Wiśnickie
513.44-57 Beskidy Zachodnie
513.45 Beskid Śląski (Slezské Beskydy)
513.46 Kotlina Żywiecka
513.47 Beskid Mały
513.48 Beskid Makowski
513.49 Beskid Wyspowy
513.50 Kotlina Rabczańska
513.51 Beskid Żywiecki
513.52 Gorce
513.53 Kotlina Sądecka
513.54 Beskid Sądecki
513.6 Pogórze Środkowobeskidzkie (Středobeskydské podhůří)
513.61 Pogórze Rożnowskie
513.62 Pogórze Ciężkowickie
513.63 Pogórze Strzyżowskie
513.64 Pogórze Dynowskie
513.65 Pogórze Przemyskie
513.66 Obniżenie Gorlickie
513.67 Kotlina Jasielsko-Krośnieńska
513.68 Pogórze Jasielskie
513.69 Pogórze Bukowskie
513.7 Beskidy Środkowe (Střední Beskydy, odpovídají slovenské oblasti Nízke Beskydy)
513.71 Beskid Niski (Nízké Beskydy)
514 Centralne Karpaty Zachodnie (Střední Západní Karpaty)
514.1 Obniżenie Orawsko-Podhalańskie (Podhôľno-magurská oblasť)
514.11 Kotlina Orawsko-Nowotarska (Oravská kotlina)
514.12 Pieniny
514.13 Pogórze Spisko-Gubałowskie (Spišsko-gubałowské podhůří)
514.14 Rów Podtatrzański (Podtatranská brázda)
514.5 Łańcuch Tatrzański (Fatransko-tatranská oblasť)
514.52 Tatry Zachodnie (Západní Tatry)
514.53 Tatry Wschodnie (Východní Tatry)

## 52Karpaty WschodniezPodkarpaciem Wschodnim
521 Podkarpacie Wschodnie (Východokarpatské podhůří)
521.1 Płaskowyż Sańsko-Dniestrzański
521.11 Płaskowyż Chyrowski
522, 524-526 Zewnętrzne Karpaty Wschodnie (522 = Beskidy Wschodnie)
522.1 Beskidy Lesiste
522.11 Góry Sanocko-Turczańskie
522.12 Bieszczady Zachodnie (Západní Bieszczady)

## 84Niż Wschodniobałtycko-Białoruski(Východobaltsko-běloruská nížina)
841 Pobrzeża Wschodniobałtyckie (Východobaltské pobřeží)
841.5 Nizina Staropruska (Staropruská nížina)
841.57 Wzniesienia Górowskie
841.58 Równina Ornecka
841.59 Nizina Sępopolska
842 Pojezierza Wschodniobałtyckie (Východobaltské pojezeří)
842.7 Pojezierze Litewskie (Litevské pojezeří)
842.71 Puszcza Romincka
842.72 Pojezierze Zachodniosuwalskie
842.73 Pojezierze Wschodniosuwalskie
842.74 Równina Augustowska
842.8 Pojezierze Mazurskie (Mazurské pojezeří)
842.81 Pojezierze Olsztyńskie
842.82 Pojezierze Mrągowskie
842.83 Kraina Wielkich Jezior Mazurskich
842.84 Kraina Węgorapy
842.85 Wzgórza Szeskie
842.86 Pojezierze Ełckie
842.87 Równina Mazurska
843 Wysoczyzny Podlasko-Białoruskie
843.3 Nizina Północnopodlaska (Severopodlaská nížina)
843.31 Wysoczyzna Kolneńska
843.32 Kotlina Biebrzańska
843.33 Wysoczyzna Białostocka
843.34 Wzgórza Sokólskie
843.35 Wysoczyzna Wysokomazowiecka
843.36 Dolina Górnej Narwi
843.37 Równina Bielska
843.38 Wysoczyzna Drohiczyńska
845 Polesie (Polesí)
845.1 Polesie Zachodnie (Západní Polesí)
845.11 Zaklęsłość Łomaska
845.12 Równina Kodeńska
845.13 Równina Parczewska
845.14 Zaklęsłość Sosnowicka
845.15 Garb Włodawski
845.16 Równina Łęczyńsko-Włodawska
845.17 Polesie Brzeskie
845.3 Polesie Wołyńskie (Volyňské Polesí)
845.31 Obniżenie Dorohuckie
845.32 Pagóry Chełmskie
845.33 Obniżenie Dubieńskie

## 85Wyżyny Ukraińskie(Ukrajinské vysočiny)
851 Wyżyna Wołyńsko-Podolska (Volyňsko-podolská vysočina)
851.1 Wyżyna Wołyńska (Volyňská vysočina)
851.11 Grzęda Horodelska
851.12 Kotlina Hrubieszowska
851.13 Grzęda Sokalska
851.2 Kotlina Pobuża
851.21 Równina Bełska